# راتکا
راتکا (به مجاری:  Rátka) یک منطقهٔ مسکونی در مجارستان است که در ناحیه سرنچ واقع شده‌است.